# Райское (Херсонская область)
Райское (укр. Райське) — посёлок в Новокаховской городской общине Каховского района Херсонской области Украины. В 2022 году, во время вторжения России на Украину, село было захвачено. На данный момент находится под оккупацией ВС РФ.
Население по переписи 2001 года составляло 1238 человек. Почтовый индекс — 74991. Телефонный код — 5549. Код КОАТУУ — 6510790801.

## Местный совет
74991, Херсонская обл., Новокаховский городской совет, пос. Райское, ул. Ленина, 7